# Крюн (Мёрт и Мозель)
Крюн (фр. Crusnes) — коммуна во французском департаменте Мёрт и Мозель, региона Лотарингия. Относится к  кантону Одюн-ле-Роман.	

## География

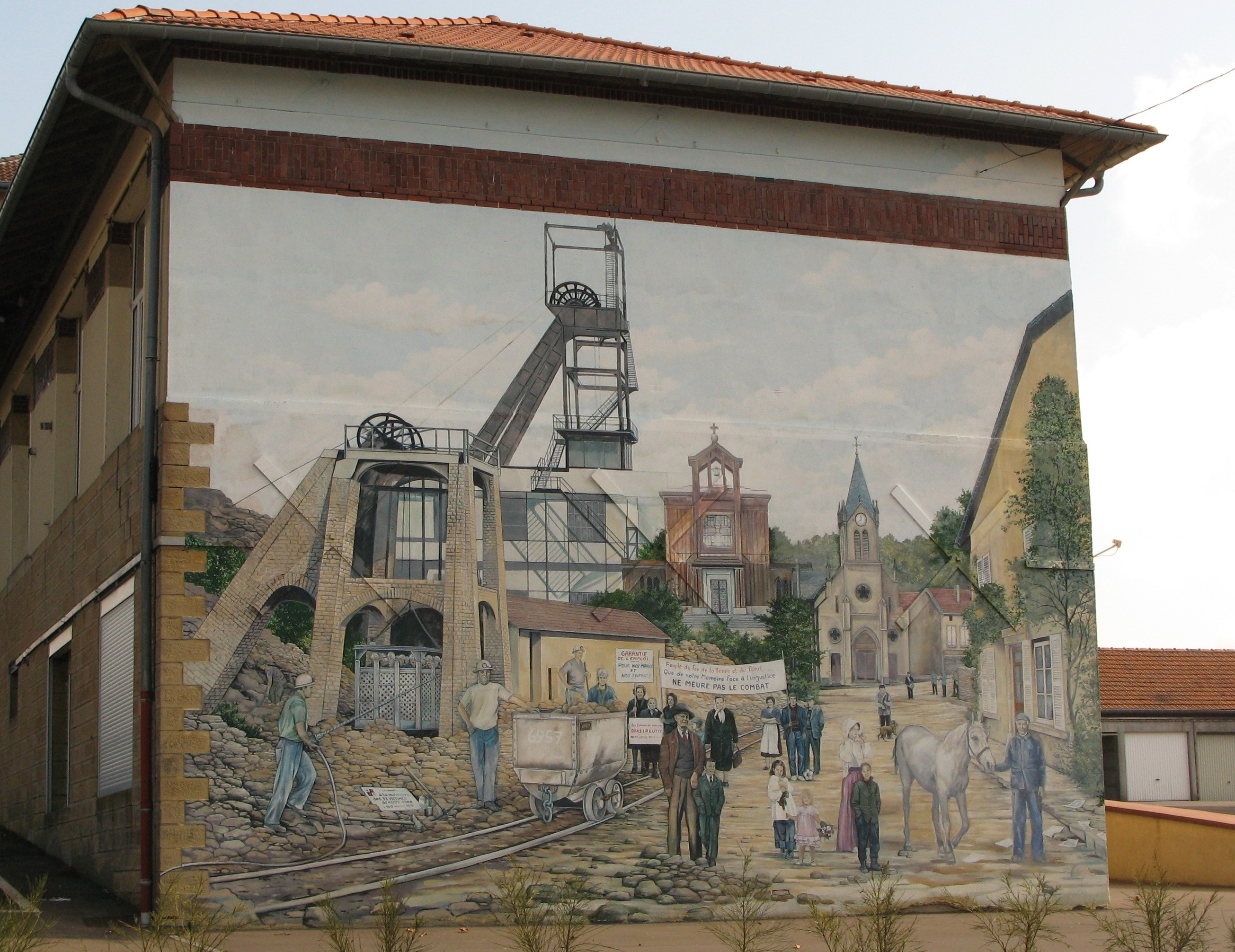
Крюн. Фасад дома.

Крюн расположен в 40 км к северо-западу от Меца. Соседние коммуны: Вильрюп на севере, Эррувиль на юге, Бреэн-ла-Виль на западе.

## Демография
Население коммуны на 2010 год составляло 1622 человека.
| 1962 | 1968 | 1975 | 1982 | 1990 | 1999 | 2010 |
| ---- | ---- | ---- | ---- | ---- | ---- | ---- |
| 2615 | 2186 | 1843 | 1590 | 1660 | 1600 | 1622 |